# Neil Bonnett
Lawrence Neil Bonnett (Hueytown, 30 luglio 1946 – Daytona Beach, 11 febbraio 1994) è stato un pilota automobilistico statunitense.

## Carriera
Dal 1974 al 1993 ha corso nella NASCAR Sprint Cup Series, ottenendo in totale 18 vittorie su 20 pole position. Ha ottenuto la prima vittoria nel 1977 a Richmond. La sua ultima vittoria è stata a Rockingham nel 1988.
Nel 1994, durante la sessione di prove della Daytona 500, valida come prima gara del campionato NASCAR del 1994, Bonnett, perse il controllo della sua Chevrolet, durante il quarto giro, andando ad impattare violentemente contro il muro, perdendo così la vita all'età di 47 anni.

## Ricordi postumi
Nel 1997 è stato introdotto nella National Motorsports Press Association Hall of Fame. Nel 2001 è stato introdotto nella International Motorsports Hall of Fame.